# Theodor Amstad
Theodor Amstad (Beckenried, 9 de novembro de 1851 – São Leopoldo, 7 de novembro de 1938) foi um religioso suíço que se estabeleceu no Rio Grande do Sul.
Fez os primeiros estudos na terra natal, sendo depois ordenado padre jesuíta na Inglaterra em 1883. Chegou ao Rio Grande do Sul em 1885, onde foi vigário em várias paróquias das colônias alemãs.
Em 1885, recentemente chegado da Europa, o padre Theodor Amstad assumiu o posto de padre coadjutor do vigário Carlos Teschauer. Coadjutor quer dizer ajudante e, neste caso, queria dizer que enquanto o vigário cuidava das almas na sede da paróquia de São Sebastião do Caí e alguns arredores, cabia ao seu ajudante percorrer as localidades interioranas que pertenciam à área administrada pela paróquia de São Sebastião. Como o domínio que Amstad tinha, então, do idioma português não era dos melhores, cabia a ele, principalmente, trabalhar com as colônias alemãs mais afastadas, onde predominava e onde persiste até hoje o dialeto alemão regional riograndense Riograndenser Hunsrückisch, enfrentando caminhos dificeis e perigosos. Amstad tinha trinta e quatro anos quando chegou ao Caí, em dezembro de 1885 e permaneceu ali até janeiro de 1908, ou seja, vinte e três anos a fio.
Em 28 de dezembro de 1902, em Nova Petrópolis, fundou o modelo cooperativo que deu origem ao Sistema Sicredi, hoje propagado pelo Brasil inteiro. No ano seguinte partiu para a cidade de Montenegro, onde auxiliou a elite local na fundação da mesma instituição, na localidade de Bom Princípio. Em 1904, esteve em Santa Cruz do Sul, a convite da população local para criar um banco, o que foi feito em 8 de maio do mesmo ano, chamada inicialmente de “Spar- und Darlehenskasse”, posteriormente nomeada Caixa Cooperativa Santa-Cruzense.
Organizou o livro Cem anos de germanidade no Rio Grande do Sul 1824-1924. É também autor de Erinnerungen aus meinem Leben publicado pela Editora Volksverein, em 1940, em Porto Alegre.
Considerado como Patrono do Cooperativismo Brasileiro, conforme Lei nº 13.926/2019 de 6 de Dezembro de 2019.

## Memórias do Padre Amstad
O Padre Amstad era homem culto e como todo jesuíta tinha o hábito de escrever. Entre seus muitos escritos está a Memória Autobiográfica, que a Editora Amstad, de Nova Petrópolis, publicou em 2002. O padre Amstad escreveu suas memórias no idioma alemão, sua língua materna, mas esta sua obra foi traduzida ao português pelo padre Arthur Rabuske.
Contam as memórias que certa vez o padre percorria uma picada, rumo à Linha Italiana, quando anoiteceu. O caminho estreito, no meio do mato era em declive acentuado, em direção ao rio. Podia se ouvir o murmúrio forte da corrente feroz. Não havia opção: ele tinha de arriscar a travessia, do contrário teria de voltar ou pernoitar no mato.
Conta o padre, nas suas memórias:
Puxei do meu terço e recomendei ao Anjo da Guarda, pedindo que ele guiasse a minha mula e que ela não desse qualquer passo em falso. (exerto da tradução)
Como nos cultos dos luteranos os fiéis não se ajoelham, havia uma anedota na época: Diziam os luteranos que numa situação de grande dificuldade na travessia do rio, um padre teria exclamado: 
-Salve-me, Nossa Senhora!
Teria sido a sua perdição pois ouvindo isto a sua mula ajoelhou-se e o padre caiu na corrente, sendo tragado pelas águas revoltas.
Ainda no inicio da sua atuação no Caí, o padre Amstad teve, certa vez, teve de atravessar o rio, cujas águas estavam revoltosas devido a uma enxurrada recentemente ocorrida. A travessia foi bem sucedida. Mas um comerciante que assistiu o feito, disse ao padre – tempos depois – que nem que lhe pagassem dez mil réis ele se arriscaria a fazer a travessia naquelas condições.
Noutra ocasião, Amstad percorria uma estreita picada no interior da paróquia de Nova Petrópolis. Estava escurecendo e começou a chover. A visibilidade tornou-se mínima: 
De repente, senti-me puxado para trás, pos sobre a cavalgadura, até que tombasse no chão. Parecia que isso tivesse acontecido por um força invisível. De fato, porém, (um galho?) havia se enredado na manga da minha batina, furando-a. Minha alimária, nada preguiçosa naquele instante, continuou sem cavaleiro a sua marcha e eu tive de arrastar-me para frente, por bem 10 minutos, varando o caminho lodoso, até alcançar o portão do potreiro de quem me ia hospedar.

## Cinco mil quilômetros por ano em lombo de burros
Padre Theodor Amstad era bom de cálculos. Conforme os seus registros, no período de doze anos em que atuou na paróquia de São Sebastião do Caí, como padre coadjutor, ele percorria cinco mil quilômetros por ano nas suas viagens pelo interior, visitando famílias, dando assistência a doentes, ensinando crianças para a comunhão, rezando missas….
Toda esta quilomentragem ele fazia andando em lombo de burro. A velocidade média desenvolvida pela sua “viatura” era de sete quilômetros por hora, nos caminhos ruins e escarpados que haviam naquela época. Num ano ele passava, portanto, mais do que setecentas horas (quase um mês) sobre a sela do seu burro.

## Mapa terrestre feito pelo Padre Amstad
O Padre suíço Theodor Amstad, além de atender as comunidades alemãs e italianas (onde predominava e persiste ainda na atualidade o dialeto Talian, uma língua regional brasileira com fortes raízes no vêneto) nas redondezas do município de Nova Petrópolis, foi o fundador da primeira cooperativa de crédito da América Latina, a Sicredi Pioneira RS, de outras trinta e cinco cooperativas de crédito no Rio Grande do Sul e Santa Catarina e fundou ainda o primeiro sindicato agrícola do Brasil.
Além de todos estes feitos históricos o Padre tinha ainda entre suas habilidades a elaboração de mapas da região em que atuava. O mapa abaixo (clique sobre ele para ampliar) foi feito entre os anos de 1925 e 1938 e apresenta a região que hoje forma o município de Nova Petrópolis.